# Sigla zakonne
Sigla zakonne - skróty nazw zakonów i zgromadzeń zakonnych (z łac. singlae litterae - pojedyncze litery; l.mn. sigla), pierwotnie pochodzące od ich nazw łacińskich, obecnie także od nazw w językach narodowych .
Jako pierwsi siglów zaczęli używać w XIV wieku Benedyktyni (skrót: OSB - Ordo Sancti Benedicti - Zakon św. Benedykta) oraz Franciszkanie (skrót: OFM - Ordo Fratrum Minorum - Zakon Braci Mniejszych). Zwyczaj ten, w krótkim czasie się upowszechnił i skrótów zaczęły używać także pozostałe zakony.